# Semiothisa pinodes
Semiothisa pinodes är en fjärilsart som beskrevs av Eugen Wehrli 1932. Semiothisa pinodes ingår i släktet Semiothisa och familjen mätare. Inga underarter finns listade i Catalogue of Life.